# Ekonomiåret 1913

## Bildade företag
- Läkemedelsföretaget Astra AB grundas i Södertälje.[1]

## Avlidna
- 9 december - Lars Olsson Smith, svensk företagare och spritfabrikör, känd som Brännvinskungen.